# Dieter Hoffmann
Pour les articles homonymes, voir Hoffmann.
Dieter Hoffmann  (né le 27 août 1942 à Dantzig et mort le 16 septembre 2016 à Templin) est un athlète allemand, spécialiste du lancer du poids.

## Carrière
Concourant sous les couleurs de la République démocratique allemande, Dieter Hoffmann remporte la médaille d'argent des Jeux européens en salle de 1966, derrière le Hongrois Vilmos Varjú. Quatrième des Jeux olympiques de 1968, il remporte dès l'année suivante le titre continental du lancer du poids à l'occasion des Championnats d'Europe d'Athènes, devançant ses compatriotes Heinz-Joachim Rothenburg et Hans-Peter Gies avec un jet à 20,12 m.

### Palmarès
| Date | Compétition             | Lieu     | Résultat | Marque  |
| ---- | ----------------------- | -------- | -------- | ------- |
| 1964 | Jeux olympiques         | Tokyo    | 12e      | 17,11 m |
| 1966 | Jeux européens en salle | Dortmund | 2e       | 18,25 m |
| 1966 | Championnats d'Europe   | Budapest | 8e       | 18,02 m |
| 1968 | Jeux olympiques         | Mexico   | 4e       | 20,00 m |
| 1969 | Championnats d'Europe   | Athènes  | 1er      | 20,12 m |
| 1971 | Championnats d'Europe   | Helsinki | 7e       | 19,38 m |

### Records
| Épreuve         | Performance | Lieu | Date |
| --------------- | ----------- | ---- | ---- |
| Lancer du poids | 20,60 m     |      | 1969 |